# Artemón
Artemón (Artemon, Artemonas, Artemonas Sifnou) är en ort i Grekland.   Den ligger i prefekturen Kykladerna och regionen Sydegeiska öarna, i den sydöstra delen av landet, 140 km sydost om huvudstaden Aten. Artemón ligger 292 meter över havet och antalet invånare är 800. Den ligger på ön Sifnos.
Terrängen runt Artemón är huvudsakligen kuperad, men åt sydost är den platt. Havet är nära Artemón åt nordost.  Närmaste större samhälle är Apollonía, 0,94 km söder om Artemón. 